# Algorytm Lianga-Barsky’ego
Algorytm Lianga-Barsky’ego – algorytm obcinania odcinka do prostokątnego okna, stosowany w grafice komputerowej. Nazwa algorytmu pochodzi od nazwisk autorów You-Dong Lianga i Briana A. Barsky’ego, którzy zaproponowali go w swojej pracy . Algorytm wykorzystuje parametryczne równanie odcinka oraz nierówności opisujące prostokątne okno do określenia wartości współczynnika parametrycznego, dla których odcinek przecina się z bokami okna. Na podstawie tak uzyskanych danych można określić, którą część odcinka można narysować. Ten algorytm jest bardziej wydajny niż algorytm Cohena-Sutherlanda w przypadku gdy zachodzi konieczność przycięcia odcinka. Pomysłem w algorytmie Lianga-Barsky’ego jest wykonywanie tylu porównań, na ile jest to możliwe przed właściwym obliczaniem końców przyciętego odcinka.

## Opis

### Argumenty przekazywane do algorytmu
1. Odcinek łączący punkty {\displaystyle (x_{1},y_{1})} i {\displaystyle (x_{2},y_{2}),} przedstawiony parametrycznie równaniami:
{\displaystyle {\begin{matrix}x(t)&=&x_{1}+t(x_{2}-x_{1})&=&x_{1}+t\,\Delta x\\y(t)&=&y_{1}+t(y_{2}-y_{1})&=&y_{1}+t\,\Delta y\end{matrix}}}
dla {\displaystyle t\in [0,1].} Zmiana parametru od {\displaystyle 0} do {\displaystyle 1} opisuje też kierunek rysowania odcinka, do którego odnosi się działanie algorytmu.
2. Prostokątne okno o krawędziach równoległych do osi układu współrzędnych, zadane przez współrzędne swoich narożników:
{\displaystyle x_{\min },} {\displaystyle x_{\max },} {\displaystyle y_{\min },} {\displaystyle y_{\max }.}

### Wynik działania algorytmu
Dwie wartości parametru {\displaystyle t_{1}\leqslant t_{2}} takie, że {\displaystyle (x(t_{1}),y(t_{1}))} i {\displaystyle (x(t_{2}),y(t_{2}))} są współrzędnymi punktów przecięcia odcinka z krawędziami okna, bądź informacja, że takie punkty nie istnieją.
W tej pierwszej sytuacji wejściowe równania parametryczne dla {\displaystyle t\in [t_{1},t_{2}]} opisują odcinek, który jest wynikiem przycięcia odcinka wejściowego do obszaru okna, w tej drugiej odcinek leży w całości na zewnątrz okna.

### Działanie algorytmu
Punkt {\displaystyle (x(t),y(t))} znajduje się wewnątrz okna będącego argumentem algorytmu dokładnie wtedy, gdy spełnione są nierówności:
{\displaystyle {\begin{matrix}x_{\min }&\leqslant &x_{1}+t\,\Delta x&\leqslant &x_{\max }\\y_{\min }&\leqslant &y_{1}+t\,\Delta y&\leqslant &y_{\max }\end{matrix}}}
co można wyrazić równoważnie jako cztery nierówności
{\displaystyle t\,p_{k}\leqslant q_{k},\quad k=1,2,3,4,}
odpowiadające poszczególnym krawędziom okna w kolejności: lewa, prawa, dolna, górna. Wartości parametrów są następujące:
{\displaystyle {\begin{array}{lcllcl}p_{1}&=&-\Delta x,&\quad q_{1}&=&x_{1}-x_{\min }\\p_{2}&=&\Delta x,&\quad q_{2}&=&x_{\max }-x_{1}\\p_{3}&=&-\Delta y,&\quad q_{3}&=&y_{1}-y_{\min }\\p_{4}&=&\Delta y,&\quad q_{4}&=&y_{\max }-y_{1}\end{array}}}
Ostateczne wyznaczenie odcinka:
1. Odcinek pionowy spełnia {\displaystyle p_{1}=p_{2}=0,} a poziomy {\displaystyle p_{3}=p_{4}=0}[3].
2. Jeśli dla pewnego {\displaystyle k} zachodzi {\displaystyle q_{k}<0,} to odcinek znajduje się na zewnątrz okna i dalszych obliczeń nie trzeba prowadzić[3].
3. Jeśli {\displaystyle p_{k}<0} to odcinek przecina bok z zewnątrz do wewnątrz, natomiast dla {\displaystyle p_{k}>0,} odcinek przebiega z wewnątrz na zewnątrz.
4. Dla niezerowego {\displaystyle p_{k},} wartość parametru {\displaystyle t={\frac {q_{k}}{p_{k}}}} określa punkt przecięcia z bokiem okna[3].
5. Dla danego odcinka wyznacza się {\displaystyle t_{1}} i {\displaystyle t_{2}} (parametry wyznaczające oba przycięte końce)[3]:
{\displaystyle {\begin{array}{lcl}t_{1}&=&\max {\left\{0,\max \limits _{p_{k}<0}{\frac {q_{k}}{p_{k}}}\right\}},\\t_{2}&=&\min {\left\{1,\min \limits _{p_{k}>0}{\frac {q_{k}}{p_{k}}}\right\}}.\end{array}}}
6. Jeśli {\displaystyle t_{1}>t_{2}} to cały odcinek znajduje się poza oknem[1], w przeciwnym razie obliczone wartości stanowią wynik działania algorytmu.

## Własności
- Współrzędne są obliczane tylko dla dwóch punktów przecięcia[7].
- Wystarcza obliczenie nie więcej niż czterech parametrów {\displaystyle t}[7].
- Algorytm nie jest iteracyjny[7].
- Algorytm można uogólnić na przypadki trójwymiarowe[b][7].